# Fréawine
Fréawine es un personaje ficticio que pertenece al legendarium creado por el escritor británico J. R. R. Tolkien y cuya historia es narrada en los apéndices de la novela El Señor de los Anillos. Es un rohir, quinto rey de Rohan y asumió el puesto tras la muerte de su padre, Fréa, en el año 2659 Tercera Edad del Sol, cuando tenía 65 años.
Nació durante el reinado de su abuelo Aldor el Viejo, y tenía 51 años cuando su padre heredó el control del reino tras la muerte de su abuelo.
Gobernó durante 21 años hasta la edad de 86 años, cuando murió (2680 T.E). Fue sucedido por su hijo Goldwine.